# Calhoun, Georgia
Calhoun är en stad (city) i Gordon County, i delstaten Georgia, USA. Enligt United States Census Bureau har staden en folkmängd på 15 773 invånare (2011) och en landarea på 38,7 km². Calhoun är huvudort i Gordon County.